# Pyriglena
Pyriglena és un gènere d'ocells de la família dels tamnofílids (Thamnophilidae). Agrupa espècies natives d'Amèrica del Sud, on es distribueixen de forma disjunta des del sud-oest de Colòmbia, al llarg dels Andes per l'Equador, Perú i Bolívia, fins al sud-oest del Brasil i nord del Paraguai; a l'est de l'Amazònia brasilera i a l'est i sud-est del Brasil, fins a l'est del Paraguai i extrem nord-est de l'Argentina.

## Descripció
Els ulls de foc són tamnofilids força grossos, de cua llarga, mesuren entre 16 i 18 cm de longitud, i solen pesar entre 25 i 36 g. Presenten dimorfisme sexual al plomatge, sent la coloració de les femelles del marró al crema, mentre que els mascles són negres amb petites taques blanques a l'esquena o les ales. Tots dos sexes tenen l'iris de color vermell brillant, d'on prové el nom comú. S'alimenten d'insectes i sovint segueixen les formigues legionàries per atrapar les preses que espanten. Dues de les tres espècies pertanyents al gènere estan àmpliament distribuïdes, però l'ull de foc de Bahia està en perill d'extinció.

## Taxonomia
El gènere Pyriglena va ser introduït per l'ornitòleg alemany Jean Cabanis el 1847. El nom prové de la paraula grega antiga «puriglēnos» que significa “ulls de foc”. L'espècie tipus és l'ull de foc dorsiblanc.
Amb base al comportament i a les vocalitzacions, el gènere ha estat considerat agermanat a Rhopornis. Els estudis genètics suggereixen un parentiu més proper als gèneres Gymnocichla, Percnostola, Akletos i Hafferia, tots agrupats en una tribu Pyriglenini.
Diversos autors ja consideraven que l'àmpliament difós complex P. leuconota podria consistir en més d'una espècie; un estudi de filogènia molecular va identificar cinc clades ben definits dins del present gènere. i la subespècie P. leuconota similis del centre sud de l'Amazònia brasilera, podrien ser separades com a espècies plenes. Addicionalment, l'estudi va identificar algunes incerteses taxonòmiques en relació amb les subespècies, que necessiten ser millor elucidades. A la Proposta N° 759 al Comitè de Classificació de Sud-americà (SACC) es va aprovar l'elevació a la categoria d'espècies de Pyriglena maura i Pyriglena similis.
La subespècie P. leuconota pernambucensis és considerada com l'espècie separada Pyriglena pernambucensis amb prou feines pel Comitè Brasiler de Registres Ornitològics (CBRO),17 amb base en els estudis de Maldonado-Coelho et al. (2013).
Segons la Classificació del Congrés Ornitològic Internacional (versió 14.2, 2024) aquest gènere està format per cinc espècies:
- ull de foc dorsiblanc - (Pyriglena leuconota).
- ull de foc occidental - (Pyriglena maura).
- ull de foc del Tapajós - (Pyriglena similis).
- ull de foc alablanc - (Pyriglena leucoptera).
- ull de foc de Bahia - (Pyriglena atra).